# William Alfred Fowler
William Alfred »Willie« Fowler, ameriški fizik in astrofizik, * 9. avgust 1911, Pittsburgh, Pensilvanija, ZDA, † 14. marec 1995, Pasadena, Kalifornija, ZDA.

## Življenje in delo
Fowler je doktoriral leta 1936 na Kalifornijskem tehnološkem inštitutu, kjer je pozneje poučeval in raziskoval razvoj zvezd. Skupaj s Hoylom, Geoffreyem in Margaret Burbidge je objavil svoje raziskave leta 1957. Opisal je pojave jedrskega zlivanja kemijskih elementov v zvezdah. Njegovo delo je postalo temelj sodobne astrofizike.

## Priznanja

### Nagrade
Skupaj s Chandrasekharjem je leta 1983 prejel Nobelovo nagrado za fiziko. Deloval je na Tehniški visoki šoli Caltech v Pasadeni.

### Osmrtnice
- BAAS 27 (1995) 1475
- NYT (1995)
- PASP 108 (1996) 1
- QJRAS 37 (1996) 89